# H 바이크
H 바이크란 현대건설이 아파트 주민들의 편의를 위해 개발한 공유형 전기자전거이다.

## 상세
2019년 11월 5일, 첫 공개됐다. H 바이크는 현대건설의 힐스테이트와 디에이치 입주민만 이용할 수 있다. 전용 애플리케이션을 설치하여 H 바이크에 부착된 QR 코드를 스캔하고 잠금장치를 해제한 다음에 이용 가능하다. 사용 후, 단지 내 차량 통행이 없는 곳에 주차가 가능하다.
H 바이크의 가장 큰 특징은 친환경 배터리, PAS 방식, 스마트폰 연동이다. H 바이크는 하이브리드 차량에서 추출한 배터리를 사용하기 때문에 친환경 자전거에 해당한다. 배터리는 전용 충전소에서 약 15분 이내에 완전 충전이 가능하다. 또한, PAS 방식을 활용해 페달 밟는 속도가 일정 기준을 넘으면 전기모터가 작동하는 방식이다. 전기모터는 동력을 전달해 페달 밟는 것을 보조해준다. 마지막으로 IoT 통신 모듈에 기반해 스마트폰 애플리케이션으로 H 바이크(H Bike)의 위치, 배터리 충전상태 등을 실시간으로 확인할 수 있다.

## 같이 보기
- 현대건설
- 아파트
- 전기자전거